# Ole Olsen (żużlowiec)
Ole Bjarne Olsen (ur. 16 listopada 1946 w Haderslev) – duński żużlowiec, występujący również na długim torze.

## Życiorys

### Kariera sportowa
Trzy razy był indywidualnym mistrzem świata na żużlu. W finałach IMŚ występował dwanaście razy.
Oprócz startów w indywidualnych mistrzostwach reprezentował Danię w mistrzostwach świata par, a także w drużynowych mistrzostwach świata. Odnosił także sukcesy w wyścigach na długim torze. W rywalizacji krajowej przez wiele lat nie miał sobie równych, zdobywając aż trzynaście tytułów mistrza Danii.

### Po zakończeniu kariery
W trakcie kariery postanowił wybudować tor w Vojens, na którym później organizował wiele imprez rangi światowej.
W latach 1995–2009 był dyrektorem cyklu Grand Prix.

### Życie prywatne
Ojciec Jacoba Olsena, również żużlowca.

## Przynależność klubowa
Wielka Brytania
- Newcastle Diamonds (1967–1969)
- Wolverhampton Wolves (1970–1975)
- Coventry Bees (1976–1983)

## Osiągnięcia
Indywidualne Mistrzostwa Świata
- 1970 –  Wrocław – 10. miejsce – 6 pkt → wyniki
- 1971 –  Göteborg – 1. miejsce – 15 pkt → wyniki
- 1972 –  Londyn – 3. miejsce – 12 pkt → wyniki
- 1973 –  Chorzów – 4. miejsce – 11 pkt → wyniki
- 1974 –  Göteborg – 15. miejsce – 2 pkt → wyniki
- 1975 –  Londyn – 1. miejsce – 15 pkt → wyniki
- 1977 –  Göteborg – 3. miejsce – 12+3 pkt → wyniki
- 1978 –  Londyn – 1. miejsce – 13 pkt → wyniki
- 1979 –  Chorzów – 6. miejsce – 11+0 pkt → wyniki
- 1980 –  Göteborg – jako rezerwowy – nie startował → wyniki
- 1981 –  Londyn – 2. miejsce – 12+3 pkt → wyniki
- 1983 –  Norden – 6. miejsce – 10 pkt → wyniki